# Fary Faye
Fary Faye (Dakar, 24 de Dezembro de 1974) é um ex-futebolista senegalês que atuava como atacante.

## Carreira
Em Portugal, este jogador representou as equipas do União Montemor, Sport Clube Beira-Mar e Boavista Futebol Clube.
Em Julho de 2008 foi anunciado oficialmente como reforço do Sport Clube Beira-Mar, num contrato válido por duas épocas, voltando assim, 5 anos depois ao clube que lhe "deu nome" no futebol português.
No dia 8 de Junho de 2011, foi anunciado o seu regresso ao Boavista F.C., para atacar a subida á Liga Orangina. Na época de regresso ao clube do coração apontou apenas 1 golo afundando com o Boavista nas profundezas da 2ª divisão B. Em 2011/2012 subiu de rendimento e apontou 8 golos em 27 jogos ajudando o clube a manter-se na 2ª divisão sendo dos melhores marcadores da equipa apesar da sua evidente veterania. Na época seguinte foi o melhor marcador do CNS ao apontar 15 golos fazendo lembrar os tempos da 1ª liga. Em 2013/2014 já com a perspetiva de subir de novo à 1ª liga portuguesa por via administrativa Fary aponta 8 golos e renova contrato com o Boavista e acompanha os axadrezados de novo ao escalão máximo do futebol português.
Na sua longa carreira foi considerado o melhor marcador da 1ª liga, em 2003, ao serviço do Beira-Mar, e é uma lenda viva do Boavista sendo o máximo representante da mística axadrezada no plantel atual. Maio de 2024 Fary passou a ser o novo presidente da SAD do Boavista
Palmares:
- Taça de Portugal (1): 1998/99
- II Liga Portuguesa (1): 2009/10
- Melhor Marcador Primeira Liga: 2002/03
- 1x Participante na Uefa-Cup: 1999/00
- 1x Participante na Africa-Cup: 2000